# Claudio Castrogiovanni
Pour les articles homonymes, voir Castrogiovanni.
Claudio Castrogiovanni (né à Catane en Sicile le 8 mars 1969) est un acteur italien. 

## Biographie
Né à Catane, Claudio Castrogiovanni reçoit immédiatement un accueil enthousiaste en tant que chanteur.
Sa carrière commence en 1988 en tant que membre de plusieurs groupes de rock.
En 1995, il participe à la comédie musicale Jésus Christ Superstar, avec la compagnie de théâtre de la Munizione, où il a joué le rôle de Simon Le Zélote et de Pierre. Avec la même compagnie il joua plusieurs rôles dans la comédie musicale Evita, puis rejoint le casting pour la comédie musicale Grease dans le rôle de Sonny. 
La comédie musicale devenue sa principale occupation, cette activité se poursuit et il obtient le rôle du Capitaine Crochet dans Peter Pan.
Il trouve également le temps d'étudier en participant à des stages et en fréquentant l'école de Théâtre dell'Arsenale.
Comme acteur de cinéma il fait ses débuts dans le film Malèna de Giuseppe Tornatore.
En 2007 il interprète le rôle du mafioso Luciano Liggio dans la mini-série Corleone: Il Capo dei Capi tandis que dans Squadra antimafia – Palermo oggi (it) il interprète le rôle de Giacomo Trapani.

## Carrière

### Théâtre
- Jésus Christ Superstar (1995/1997)
- Evita (1997)
- Casse-noisette (1998)
- Godspell (1998)
- Grease (1999/2005)
- Shakespeare al kg (2000)
- Caino (2001/2002)
- La festa dei racconti (2001)
- Mr.Burroughs and mr.Bladerunner (2001)
- I promessi sposi (2002)
- Vêtir ceux qui sont nus (2003)
- Il diavolo e il buon Dio (2003)
- Le mani sporche (2003)
- Orco Loco (2004)
- Beaucoup de bruit pour rien (2004/2005)
- Rent (2006)
- Improvvisando (2006)
- Peter Pan (2006-2008)
- Voci nel deserto (2009/2011)
- Girontondo (2011)
- Servo per due (2013-2015)

### Cinéma
- Terrarossa (1999)
- Malèna (2000)
- Terrazzi (2000)
- La fila (2001)
- Manie (2002)
- Clandestins (2004)
- Vite d’artista (2006)
- Habibi (Court-métrage) (2009)
- Favola Zingara (Court-métrage) (2008)
- Marameo (2008)
- Lee (Court-métrage) (2012)
- Poker Generation (2012)
- Foibe (2013)
- La Trattativa  (2013)
- Gli uomini d'oro, de Vincenzo Alfieri (2019)[1]
- Il delitto Mattarella, d'Aurelio Grimaldi (2020)

### Télévision

#### Séries télévisées
- La squadra (it) (2001)
- Les Destins du Cœur (2003)
- Benedetti dal Signore (it) (2004)
- Finalmente soli (it) (2004)
- Linea di confine (2005)
- X - Rated (2005)
- Eravamo solo mille (it) (2006)
- Senti chi pensa, dirigé par Irish Braschi (2007)
- Corleone: Il capo dei capi (2007) - Rôle : Luciano Liggio
- Marameo (2008)
- Pane e Liberta (2008)
- Le Dernier Parrain (2008)
- La nuova squadra (it) (2008)
- Squadra antimafia - Palermo oggi - (it) série télévisée (2009) - Rôle: Giacomo Trapani
- R.I.S. Roma - Delitti imperfetti (2010)
- Un paradiso per due (it) (2010)
- Crimini 2: Niente di personale (it) (2010)
- Il restauratore (it) (2012)
- Il restauratore 2 (2013)
- Il Giudice Meschino (2013)
- Montalbano, premières enquêtes - Saison 2 (2014)

#### Téléfilms
- Le Voyage de Louisa (2005)

## À noter
- Claudio Castrogiovanni est le cousin éloigné du rugbyman Martin Castrogiovanni. Le père de Claudio a un lien de parenté avec le père de Martin qui a émigré en Argentine.
- Il parle six langues (l'italien, l'anglais, le français, l'espagnol, le napolitain et le sicilien), et deux dialectes (le calabrais, et le dialecte des Pouilles).